# Valerio Giambalvo
Valerio Giambalvo (Palermo, 8 luglio 1968) è un ex nuotatore italiano.

## Carriera
Ha debuttato ai campionati europei giovanili di nuoto del 1984 vincendo una medaglia d'oro ed una d'argento nelle staffette a stile libero, 
per poi preferire le gare dei 100 m dorso e 100 m farfalla: in nazionale comunque è stato soprattutto staffettista e ai Giochi del Mediterraneo del 1987 ha conquistato l'argento nella 4 x 100 m stile libero con Giorgio Lamberti, Lorenzo Benucci e Fabrizio Rampazzo, per poi arrivare ancora in finale agli europei di Strasburgo e nel 1988 ai Giochi della XXIV Olimpiade di Seul. Ai campionati italiani può vantare due titoli nei 100 m dorso e uno nei 100 m farfalla.

## Palmarès
| Giochi Olimpici              | 100 m dorso           | 100 m farfalla        | 4×200 m st. libero             | 4×100 m mista                 |
| 1988 Seul Corea del Sud      | 37º in batteria 59"48 | 28º in batteria 56"57 | 5º - 7'16"00 frazione: 1'49"82 | 15º - 3'52"06 frazione: 59"70 |
| Campionati europei           | ---                   | ---                   | 4×100 m st. libero             | ---                           |
| 1987 Strasburgo Francia      | ---                   | ---                   | 7º - 3'25"24 :                 | ---                           |
| Giochi del Mediterraneo      | ---                   | ---                   | 4×100 m st. libero             | ---                           |
| 1987 Latakia Siria           | ---                   | ---                   | Argento: 3'27"11 :             | ---                           |
| Europei giovanili            | 100 m st. libero      | 200 m st. libero      | 4×100 m st. libero             | 4×200 m st. libero            |
| 1984 Lussemburgo Lussemburgo | 7º 53"44              | 5º 1'55"86            | Argento: 3'32"26 :             | Oro: 7'44"15 :                |

### Campionati italiani
3 titoli individuali, così ripartiti:
- 2 nei 100 m dorso
- 1 nei 100 m farfalla

| Anno | Edizione    | st.libero 4×100 m | st.libero 4×200 m | dorso 100 m | farfalla 200 m | mista 4×100 m |
| ---- | ----------- | ----------------- | ----------------- | ----------- | -------------- | ------------- |
| 1987 | Primaverili | -                 | 3                 | -           | -              | -             |
| 1987 | Estivi      | 3                 | 3                 | -           | -              | 2             |
| 1988 | Primaverili | 3                 | 2                 | 2           | -              | 3             |
| 1988 | Estivi      | 3                 | -                 | 1           | 1              | 3             |
| 1989 | Primaverili | -                 | -                 | 1           | 3              | 3             |